# Christophe Gaultier
Pour les articles homonymes, voir Gaultier.
Ne doit pas être confondu avec Christophe Gautier.
Christophe Gaultier est un auteur de bande dessinée français, né le 21 mars 1969 à Châteauroux. 

## Biographie
Titulaire d'un diplôme en communication visuelle (obtenu en 1992), Christophe Gaultier a d'abord travaillé dans le domaine de l'animation pendant 10 ans, où il a notamment collaboré au long métrage Les Triplettes de Belleville, de Sylvain Chomet.
Sa première bande dessinée, Grise-mine paraît en 2000 chez Paquet, avec Alexandre Thomas au scénario. Il enchaîne ensuite avec Banquise en 2003 et Kuklos en 2004 chez Soleil, avec Sylvain Ricard au scénario, avec qui il collabore également pour les épisodes du Cirque Aléatoire, sur le récit autobiographique Clichés Beyrouth 1990, et enfin sur Guerre Civile coscénarisé par Jean-David Morvan.
En solo, Christophe Gaultier a publié Demi-course et casquette Motul, chez Dupuis et a travaillé sur l'adaptation du roman de Daniel Defoe Robinson Crusoé en trois tomes.
Il travaille également pour l'illustration jeunesse et il a été chargé en 2008, de reprendre la série Donjon Potron-Minet par Joann Sfar et Lewis Trondheim, précédemment dessinée par Christophe Blain.
En 2016, Christophe Gaultier adapte en bande dessinée le texte de la pièce Le Porteur d'histoire d'Alexis Michalik.
En 2022, il publie la bande dessinée Histoire de Jérusalem avec l'historien Vincent Lemire et la coloriste Marie Galopin.

## Œuvres publiées
- Grise Mine (dessin), avec Alexandre Thomas (scénario), Paquet, 2000[5]
- Banquise (dessin), avec Sylvain Ricard (scénario), Soleil, 2002[6],[7]
- Kuklos (dessin), avec Sylvain Ricard (scénario), Soleil, 2003[8],[9]
- Le Cirque Aléatoire (dessin), avec Sylvain Ricard (scénario), Treize Étrange :

1. Private Jauques, 2004[10]
2. La Lumière du Kouchan, 2004[11]

- Le Cirque Aléatoire, les origines (dessin), avec Sylvain Ricard (scénario), Treize Etrange, coll. « Comics »

1. Eleuthère Sombre, 2005[12]

- Clichés Beyrouth 1990 (dessin), avec Sylvain et Bruno Ricard (scénario), Les Humanoïdes Associés, 2004[1],[2], réédition en 2012 chez le même éditeur puis édition en anglais[13]
- Demi-course et casquette Motul, Dupuis, coll. « Expresso » :

1. Petit plateau, 2006

- Trois volumes de Guerres civiles (dessin), avec Sylvain Ricard et Jean-David Morvan (scénario), Futuropolis, coll. « 32 », 2006
- Guerres civiles (dessin), avec Sylvain Ricard et Jean-David Morvan (scénario), Futuropolis :

1. Première partie, 2007. Reprise des trois volumes de la collection « 32 »
2. Deuxième partie, 2008

- Robinson Crusoé, d'après l'œuvre de Daniel Defoe, Delcourt, coll. « Ex-Libris » :

1. Volume 1, 2007
2. Volume 2, 2007
3. Volume 3, 2008

- Donjon Potron-Minet (dessin), avec Joann Sfar et Lewis Trondheim (scénario), Delcourt, coll. « Humour de rire » :

83. Sans un bruit, 2008
- Le Suédois, d'après l'œuvre de Stephen Crane Blue Hotel Futuropolis, 2009[14],[15]
- Tombé du ciel, sur un scénario de Charles Berberian, Futuropolis, 2011
- Le Fantôme de l'Opéra, d'après l'œuvre de Gaston Leroux, Gallimard, coll. « Fétiche » :

1. Première partie, 2011
2. Seconde partie, 2013

- Gauguin, loin de la route, scénario de Maximilien Le Roy, Le Lombard, 2013[16],[17]
- Arsène Lupin - Les origines, scénario de Benoît Abtey et Pierre Deschodt, dessin de Christophe Gaultier, couleurs de Marie Galopin (2014 - en cours, Rue de Sèvres)

1. Les Disparus de la Haute Boulogne, 2014
2. Le Dernier des Romains, 2015
3. Il faut mourir !, 2016

- Le porteur d'histoire, adaptation de la pièce d'Alexis Michalik, co-scénario et dessin de Christophe Gaultier, couleurs de Marie Galopin, Les Arènes BD, 2016[3]
- Là où naît la brume, scénario de Christian Perrissin, dessin de Christophe Gaultier, Rue de Sèvres, 2017
- La Tragédie brune, scénario de Thomas Cadène, dessin de Christophe Gaultier, Les Arènes BD, mai 2018
- Philby, scénario de Pierre Boisserie, dessin de Christophe Gaultier, Les Arènes BD,

1. Naissance d'un agent double, 2020

## Distinctions ou prix
- Prix Région Centre du Festival BD Boum 2004 pour Clichés Beyrouth 1990 avec Bruno et Sylvain Ricard[18].